# SV Eintracht Trier 05
Sportverein Eintracht Trier 05 e.V. é uma agremiação esportiva alemã, fundada em 1948, e sediada em Tréveris, na Renânia-Palatinado. Se formou em 1948 através da fusão entre Westmark Trier e Eintracht Trier.

## História

### Pré-guerra (1905-1945)
Tanto o Trier Westmark, fundado em 1905, como o Eintracht Trier, em 1906, participaram da Bezirksliga Rhein-Saar e, em seguida, da reorganização do futebol alemão sob a égide do Terceiro Reich, quando foram remanejados para a Gauliga Mittelrhein, uma das dezesseis divisões da máxima série. Ambas as equipes caíram, em 1936, e retornaram à máxima série em 1941, quando ambos foram promovidas no grupo West da Gauliga Moselland. O Westmark Trier cairia logo, enquanto o Eintracht Trier ainda disputou outras duas temporadas na máxima série antes de ser rebaixado. Em 1943, os dois se uniram, mas a temporada foi desastrosa com um ponto em onze partidas, 52 gols sofridos e somente 13 assinalados. Em 1944, a Gauliga Moselland foi suspensa por conta da Segunda Guerra Mundial.

### Pós-guerra (1945-2000)
Os dois clubes se uniram oficialmente a 11 de março de 1948 formando o SV Eintracht Trier 05. O time foi inserido no grupo Norte da Oberliga Südwest, na época a máxima série do Campeonato Alemão. Nesse certame os resultados foram decepcionantes, e quando foi instituída a Bundesliga, em 1963, o Eintracht Trier foi incluído na segunda série.
O Eintracht Trier permaneceu na Regionalliga Südwest por alguns anos antes de ser rebaixado à Amateurliga Rheinland (III). Após três temporadas na Amateurliga, ocorreu a promoção à segunda divisão, em 1976. A temporada foi decepcionante e o rebaixamento foi evitado somente graças aos problemas financeiros do Röchling Völklingen, que havia terminado o campeonato à frente do Eintracht Trier. Após essa temporada, o clube permaneceu na segunda divisão por mais cinco anos até 1981.
Em 1981, a Zweite Bundesliga, o segundo módulo, foi reduzido de 42 para 20 equipes. O Eintracht Trier acabou incluído na Oberliga Amateur Südwest (III), na qual permaneceu até a metade dos anos 1990, vencendo também dois campeonatos de diletantes consecutivos, em 1988 e 1989.
Na Copa da Alemanha, edição 1997-1998, o clube, que na época participava da Regionalliga West/Südest (III), fez uma grande participação no certame, alcançando a semifinal.

### História recente (2000-2007)
Os anos entre 2002 e 2005 podem ser considerados como os melhores para o clube, que disputou três temporadas consecutivas na Zweite Bundesliga, obtendo um sétimo lugar, em 2002-2003, como melhor resultado.
O declínio do clube teve início com o descenso à Regionalliga a 22 de maio de 2005. Por conta do rebaixamento, o manager Paul Linz se demitiu e foi substituído pelo ex-capitão Michael Prus. O início da nova temporada foi decepcionante e, embora tenha ocorrido a substituição de Prus por Eugen Hach, em outubro de 2005, a equipe caiu novamente. Dessa vez para a Oberliga.
Na temporada 2006-2007 o objetivo era o de retornar logo à Regionalliga, todavia a temporada foi ruim e o manager Adnan Kevric se demitiu em 3 de março de 2007 após a derrota por 2 a 0 frente ao FV Engers 07. O seu substituto foi Herbert Herres, que se demitiu após somente um mês no cargo e acabou substituído pelo ex-jogador Werner Kartz, que conseguiu obter bons resultados e vencer a Rhineland Cup, batendo por 2 a 1 o TuS. Graças a essa vitória, o time se qualificou para a Copa da Alemanha, edição 2007-2008. Em 5 de agosto de 2007 o Eintracht Trier jogou contra o Schalke 04. Os ingressos para o Moselstadion foram logo esgotados. Houve quem gastasse 60 euros por um ingresso no site eBay. Todavia, a partida foi decepcionante e o Eintracht Trier sofreu uma acachapante goleada de 9 a 0.
O objetivo para a temporada 2007-2008 era o de terminar entre as primeiras quatro equipes da Oberliga Südwest para ser promovido à Regionalliga West. A segurança matemática ocorreu em 24 de maio com a vitória por 5 a 0 contra o Eintracht Bad Kreuznach.

## Cores
O escudo presenta as cores azul e branca e ainda um dos mais famosos monumentos da cidade de famosi monumenti della città di Tréveris, a Porta Nigra.

## Estádio
O clube disputa as suas partidas no Moselstadion (Estádio Mosela). Construído em 1934, se encontra no meio de um centro esportivo, circundado por campos de tênis. O estádio tem capacidade para o máximo de 10 254 espectadores.
O estádio não está em consonância com as normas da DFL e havia planos para construir um novo e mais moderno na cidade, todavia, a partir do rebaixamento do clube para a Oberliga Südwest, os planos foram suspensos..

## Títulos
- Campeonato Alemão de Diletantes: 1988, 1989
- Rhineland Cup: 1982, 1984, 1985, 1990, 1997, 2001, 2007, 2008, 2009[3]

## Temporadas
| Anno    | Divisione             | Posizione |
| ------- | --------------------- | --------- |
| 1963-64 | Regionalliga Sudwest  | 5ª        |
| 1964-65 | Regionalliga Sudwest  | 3ª        |
| 1965-66 | Regionalliga Sudwest  | 13ª       |
| 1966-67 | Regionalliga Sudwest  | 5ª        |
| 1967-68 | Regionalliga Sudwest  | 8ª        |
| 1968-69 | Regionalliga Sudwest  | 10ª       |
| 1969-70 | Regionalliga Sudwest  | 10ª       |
| 1970-71 | Regionalliga Sudwest  | 11ª       |
| 1971-72 | Regionalliga Sudwest  | 13ª       |
| 1972-73 | Regionalliga Sudwest  | 15ª       |
| 1973-74 | Amateurliga Rheinland | 2ª        |
| 1974-75 | Amateurliga Rheinland | 1ª        |
| 1975-76 | Amateurliga Rheinland | 1ª        |
| 1976-77 | 2.Bundesliga Sud      | 17ª       |
| 1977-78 | 2.Bundesliga Sud      | 12ª       |
| 1978-79 | 2.Bundesliga Sud      | 10ª       |
| 1979-80 | 2.Bundesliga Sud      | 15ª       |
| 1980-81 | 2.Bundesliga Sud      | 8ª        |
| 1981-82 | Am. Oberliga Sudwest  | 6ª        |
| 1982-83 | Am. Oberliga Sudwest  | 6ª        |
| 1983-84 | Am. Oberliga Sudwest  | 2ª        |
| 1984-85 | Am. Oberliga Sudwest  | 3ª        |
| 1985-86 | Am. Oberliga Sudwest  | 3ª        |
| 1986-87 | Am. Oberliga Sudwest  | 1ª        |
| 1987-88 | Am. Oberliga Sudwest  | 2ª        |
| 1988-89 | Am. Oberliga Sudwest  | 2ª        |
| 1989-90 | Am. Oberliga Sudwest  | 5ª        |
| 1990-91 | Am. Oberliga Sudwest  | 2ª        |
| 1991-92 | Am. Oberliga Sudwest  | 3ª        |
| 1992-93 | Am. Oberliga Sudwest  | 1ª        |
| 1993-94 | Am. Oberliga Sudwest  | 1ª        |
| 1994-95 | Regionalliga West/SW  | 7ª        |
| 1995-96 | Regionalliga West/SW  | 15ª       |
| 1996-97 | Regionalliga West/SW  | 9ª        |
| 1997-98 | Regionalliga West/SW  | 5ª        |
| 1998-99 | Regionalliga West/SW  | 2ª        |
| 1999-00 | Regionalliga West/SW  | 5ª        |
| 2000-01 | Regionalliga Sud      | 4ª        |
| 2001-02 | Regionalliga Sud      | 2ª        |
| 2002-03 | 2.Bundesliga          | 7ª        |
| 2003-04 | 2.Bundesliga          | 11ª       |
| 2004-05 | 2.Bundesliga          | 15ª       |
| 2005-06 | Regionalliga Sud      | 16ª       |
| 2006-07 | Oberliga Sudwest      | 5ª        |
| 2007-08 | Oberliga Sudwest      | 4ª        |
| 2008-09 | Regionalliga West     | 13ª       |
| 2009-10 | Regionalliga West     | 18ª       |
| 2010-11 | Regionalliga West     | 18ª       |
| 2011-12 | Regionalliga West     | 4ª        |